# Gustav Erwin Nehrhoff von Holderberg
Gustav Erwin Nehrhoff von Holderberg (né le 9 août 1806 à Gebersbach et mort le 13 novembre 1890 à Laubegast) est un général d'infanterie saxon.

## Biographie
Nehrhoff rejoint l'armée saxonne en 1828 et sert comme porte-étendard dans le 1er bataillon de tirailleurs (de). Il y devient sous-lieutenant en 1832 et premier lieutenant en 1840. En 1849, il prend part au soulèvement du Schleswig-Holstein et la même année devient capitaine dans la nouvelle brigade de chasseurs à pied. Jusqu'en 1859, Nehrhoff est promu commandant du 1er bataillon de chasseurs. Il dirige cette unité lors de la guerre contre le Danemark lors de la prise de la redoute de Düppel et en 1866 contre la Prusse. Pour son comportement courageux, Nehrhoff est décoré de la croix de chevalier de l'ordre militaire de Saint-Henri  le 21 juillet 1866.
À partir du 26 juillet 1866, il commanda brièvement en tant que colonel la 1re brigade d'infanterie (de) et est nommé le 1er avril 1867 commandant de la 46e brigade d'infanterie (de) créée à Bautzen. Dans cette position, il est promu major général le 17 juin 1867 et reçoit le commandement de la 24e division d'infanterie à Dresde. Avec cette grande unité, il participe à la guerre contre la France en 1870/71. Nehrhoff mène sa division aux batailles de Saint-Privat, Sedan et Champigny, et au siège de Paris. Pendant la guerre, il a déjà été promu lieutenant-général le 11 septembre 1870. En outre, le 27 mars 1871, Nehrhoff a été décoré du grade de commandeur de 1re classe de l'ordre militaire de Saint-Henri. Il reçoit également les deux classes de la croix de fer et de la Grand-croix de l'ordre du Mérite militaire du Wurtemberg. Jusqu'au début de novembre 1871, la division appartient également à l'armée d'occupation en France.
Le 1er avril 1874, il change de commandement et prend la tête de la 23e division d'infanterie, jusqu'à ce qu'il soit finalement mis à disposition comme général d'infanterie le 13 juillet 1875.